# 안드레스 이그나시오 메넨데스
안드레스 이그나시오 메넨데스(스페인어: Andrés Ignacio Menéndez, 1879년 2월 1일 ~ 1962년 6월 7일)는 엘살바도르의 군인 출신 정치인이다. 출생지는 산타 안나 이고, 카탈리나 카르바요 데 메넨데스와 재혼했다. 1934년부터 1935년까지, 그리고 1944년 두 차례에 걸쳐 엘살바도르의 대통령으로 재임했다.